# باغ گیاه‌شناسی

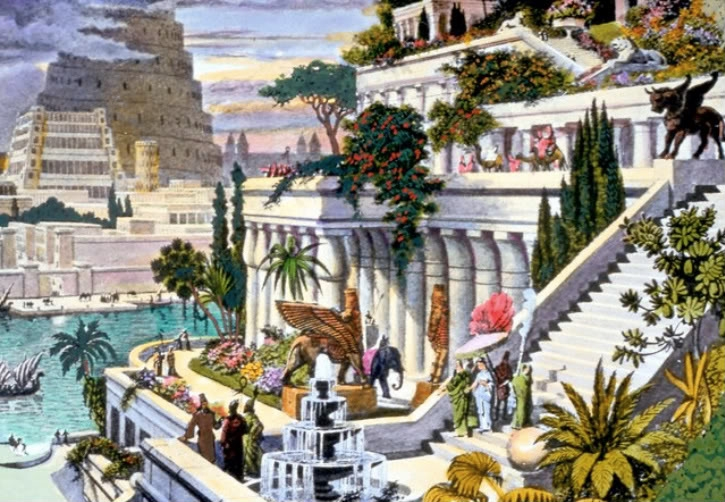
باغ‌های معلق بابل

باغ گیاه‌شناسی باغ‌هایی هستند که در آنها طیف گسترده‌ای از گیاهان با نام‌های گیاه‌شناسی مشخص شده‌اند. در باغ‌های گیاه‌شناسی ممکن است مجموعه‌ای از گیاهان ویژه مثل: کاکتوس‌ها و دیگر گیاهان گوشتی، گیاهان آبزی، درختان و درختچه‌ها و گیاهانی از قسمت‌های به‌خصوصی از جهان وجود داشته باشد. باغ‌های گیاه‌شناسی شامل گونه‌های مختلفی می‌شود که می‌توان باغ‌های گیاهان گرمسیری، گیاهان آلپی یا گیاهان کمیاب را نام برد. خدماتی که به بازدیدکنندگان ارائه می‌شود ممکن است شامل: تور، نمایش‌های آموزشی، نمایشگاه هنری، اتاق مطالعه، تئاتر در هوای آزاد، اجرای موسیقی و سرگرمی‌های دیگر باشد. باغ ارم نمونه‌ای از یک باغ گیاه‌شناسی است.
باغ‌های گیاه‌شناسی اغلب توسط دانشگاه‌ها یا دیگر سازمان‌های پژوهش‌های علمی اداره می‌شوند، و اغلب با مجموعه گیاهان خشک شده و برنامه‌های پژوهشی در آرایه‌شناسی گیاهی یا در جنبه‌های دیگر علم گیاه‌شناسی مرتبط هستند. در اصل نقش آنها نگهداری مستند مجموعه‌ای از گیاهان زنده برای پژوهش‌های علمی، حفاظت، نمایش و آموزش است، گرچه این کار به منابع موجود و علایق خاص دنبال شده در هر باغ خاص بستگی دارد.
منشأ باغ‌های جدید گیاه‌شناسی را می‌توان در باغ‌های دارویی قرون وسطی اروپا که با نام باغ‌های دارویی شناخته می‌شدند، دانست. اولین باغ از این نوع در دوره رنسانس ایتالیا در قرن شانزدهم تأسیس شد. این علاقه اولیه به گیاهان دارویی در قرن هفدهم که علم گیاه‌شناسی به تدریج گسترش یافته و از طب مستقل می‌شد با علاقه به واردات گیاهان از خارج از اروپا جایگزین شد. در قرن هیجدهم، سیستم‌های نامگذاری و طبقه‌بندی توسط گیاه‌شناسانی که روی گیاهان خشک شده در دانشگاه‌های مرتبط با باغ‌ها کار می‌کردند ابداع شد. این سیستمها اغلب در باغ‌های آموزشی در کنار گیاهان کاشته شده نمایش داده می‌شود. با رشد سریع امپریالیسم اروپایی در اواخر قرن هیجدهم، باغ‌های گیاه‌شناسی در مناطق گرمسیری گسترش یافته و باقطب شدن باغ‌های گیاه‌شناسی پادشاهی، کیو نزدیک لندن روی گیاه‌شناسی اقتصادی متمرکز شد.

## نگارخانه

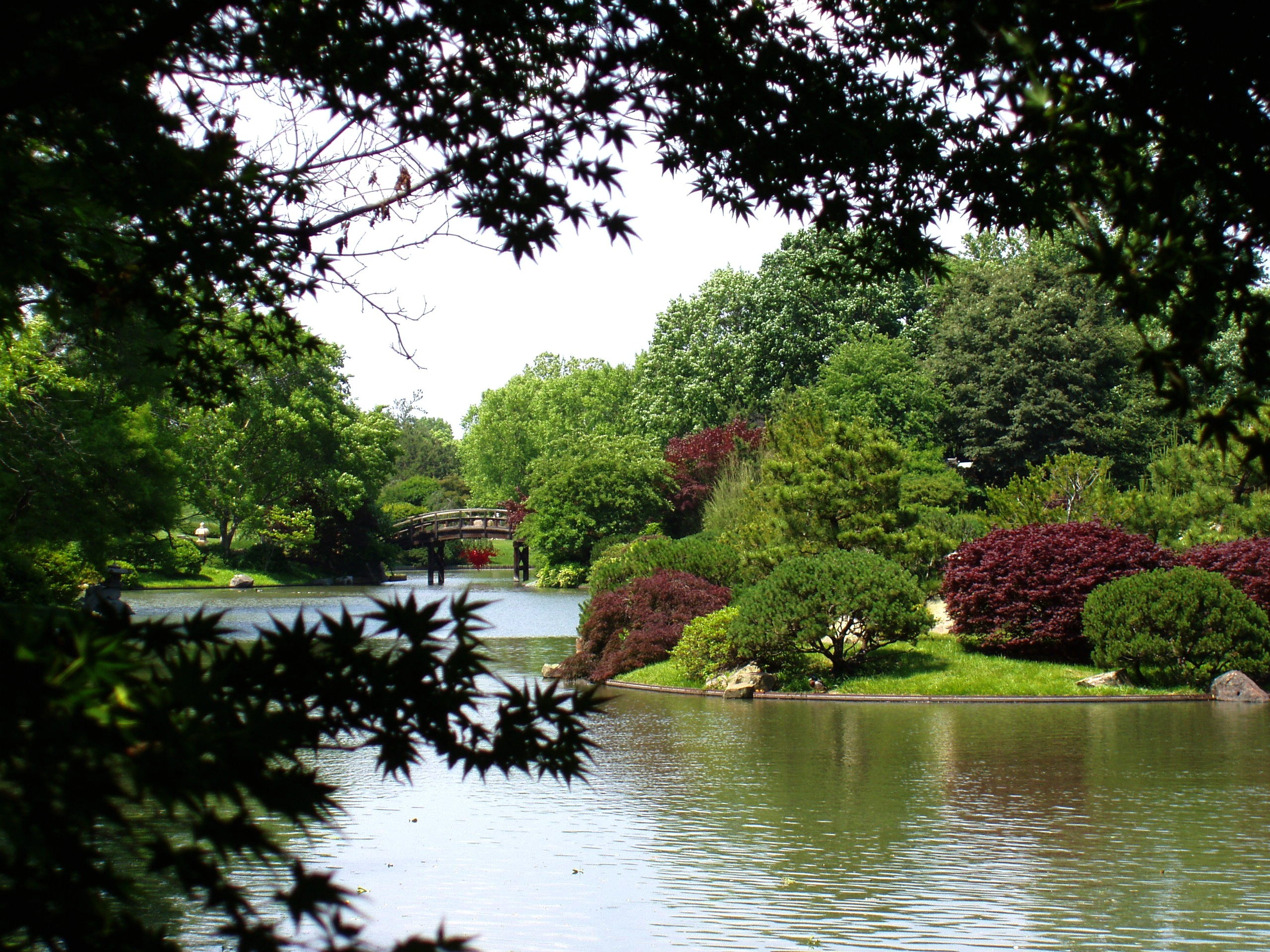
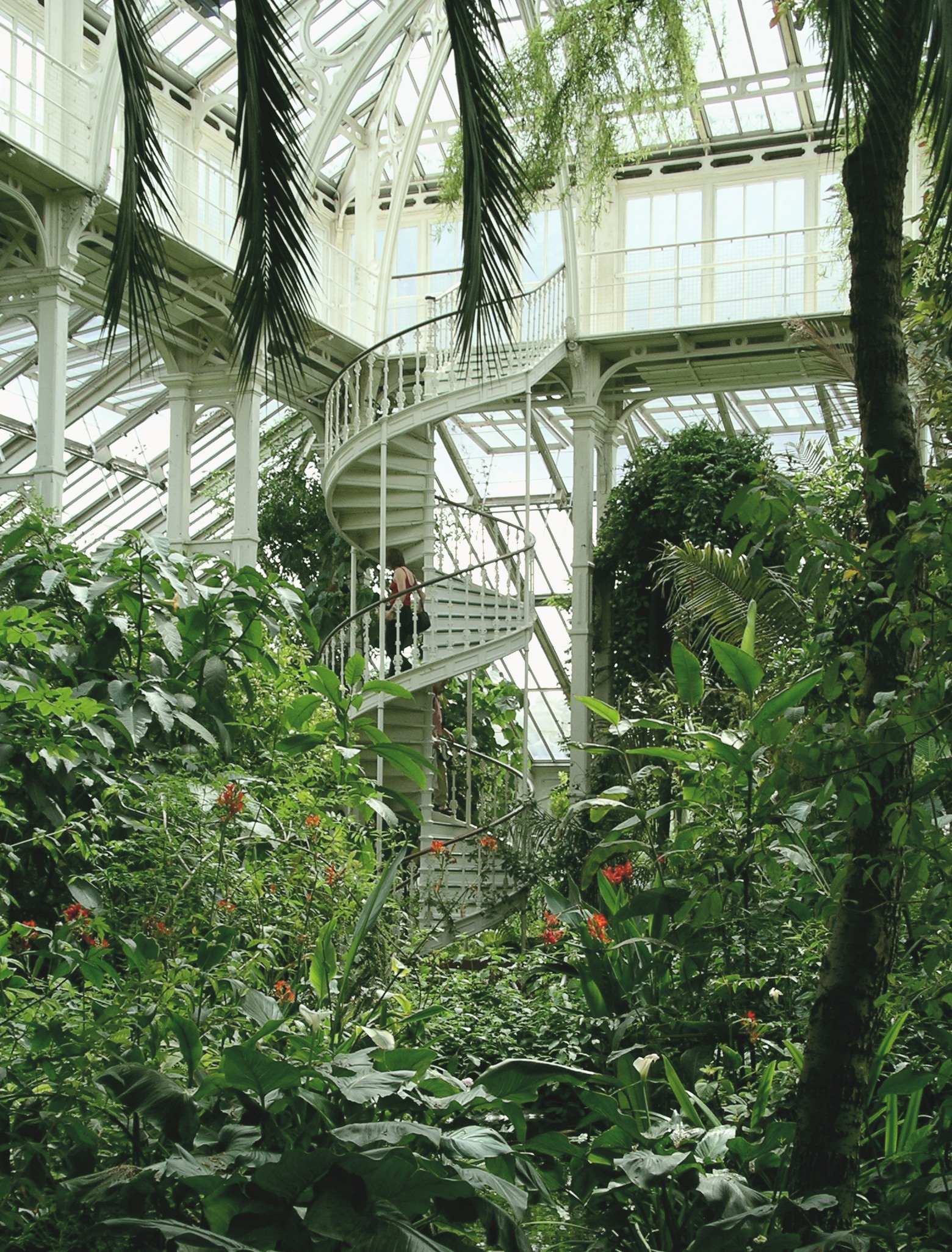
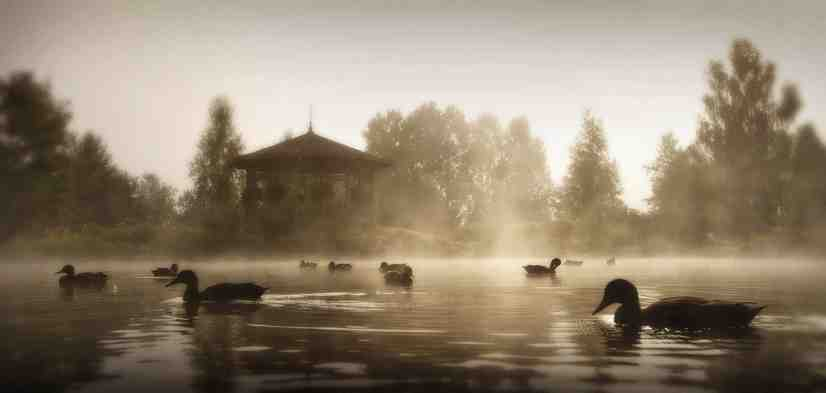
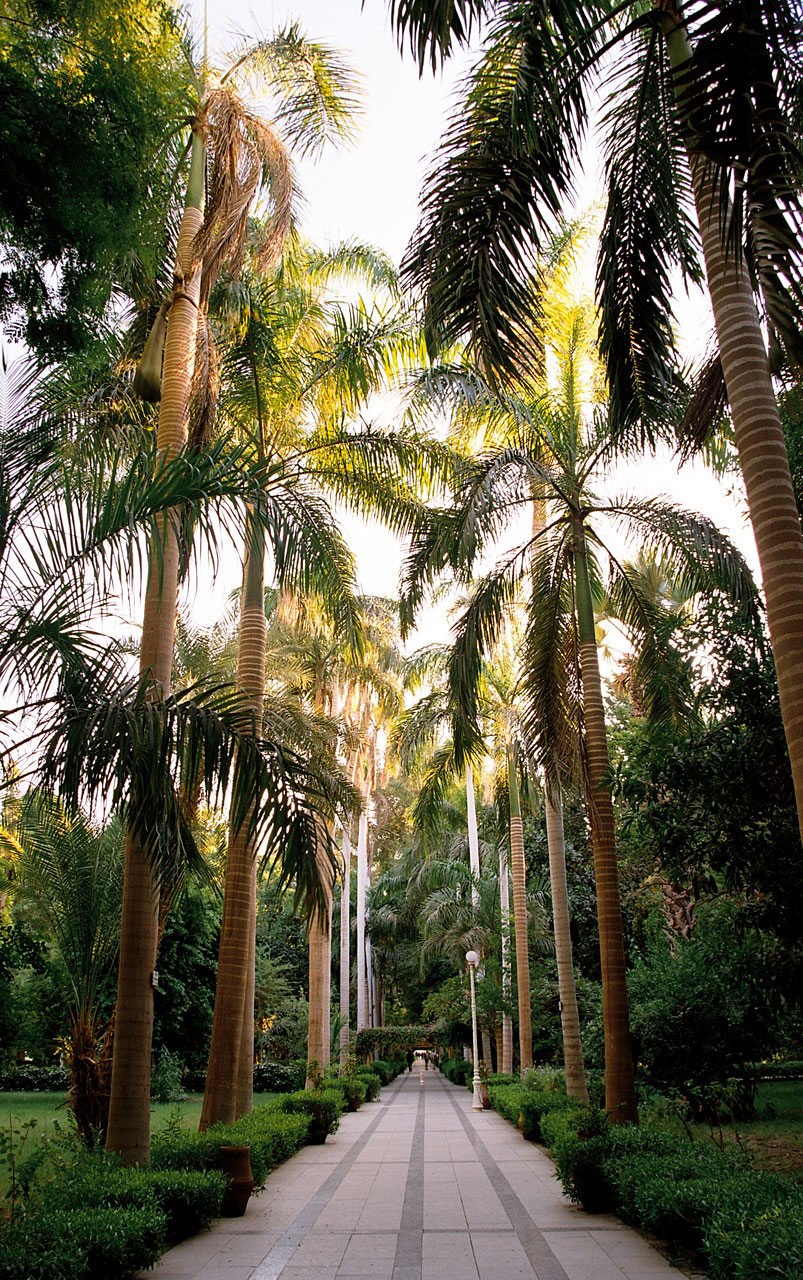
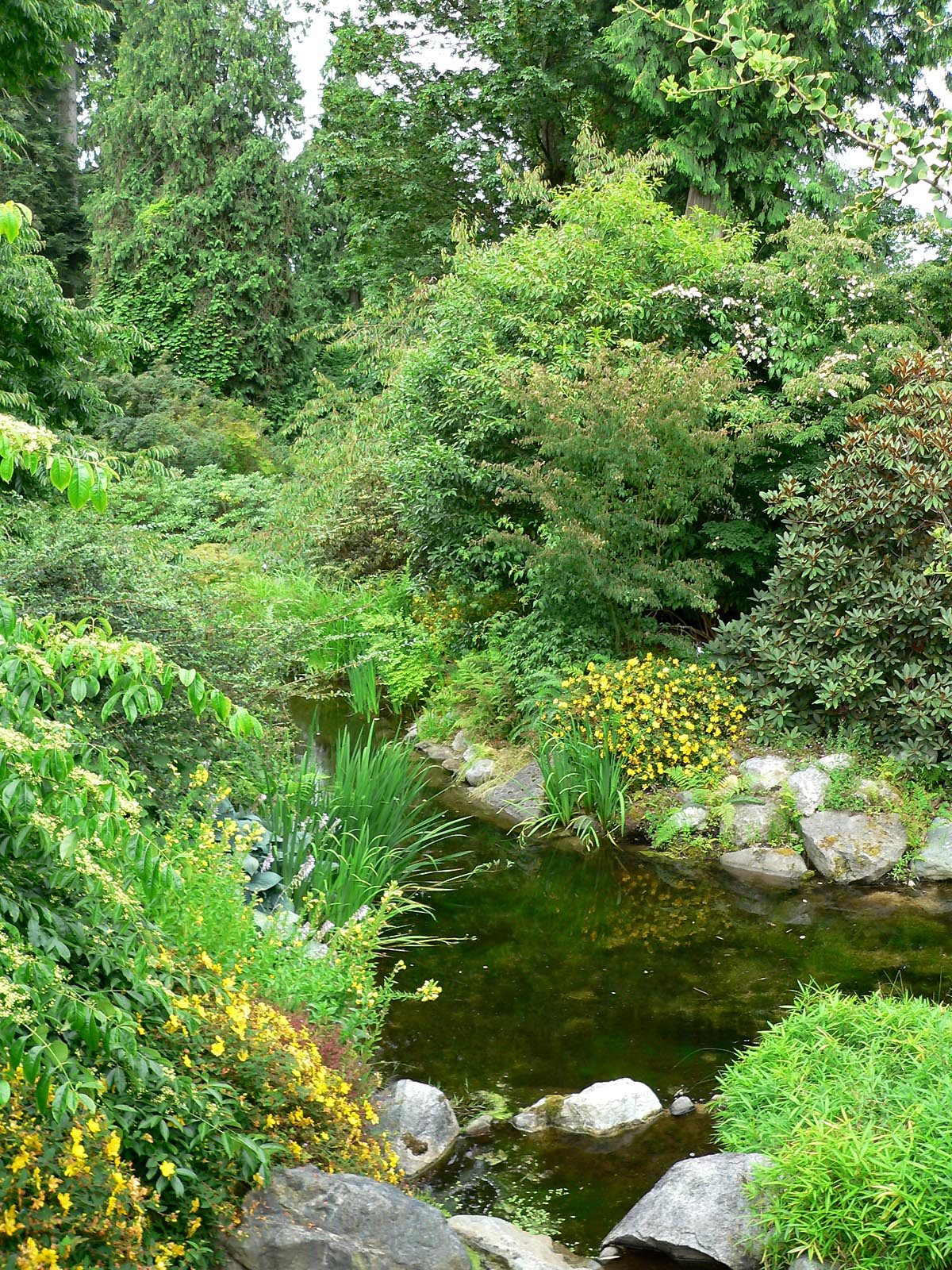
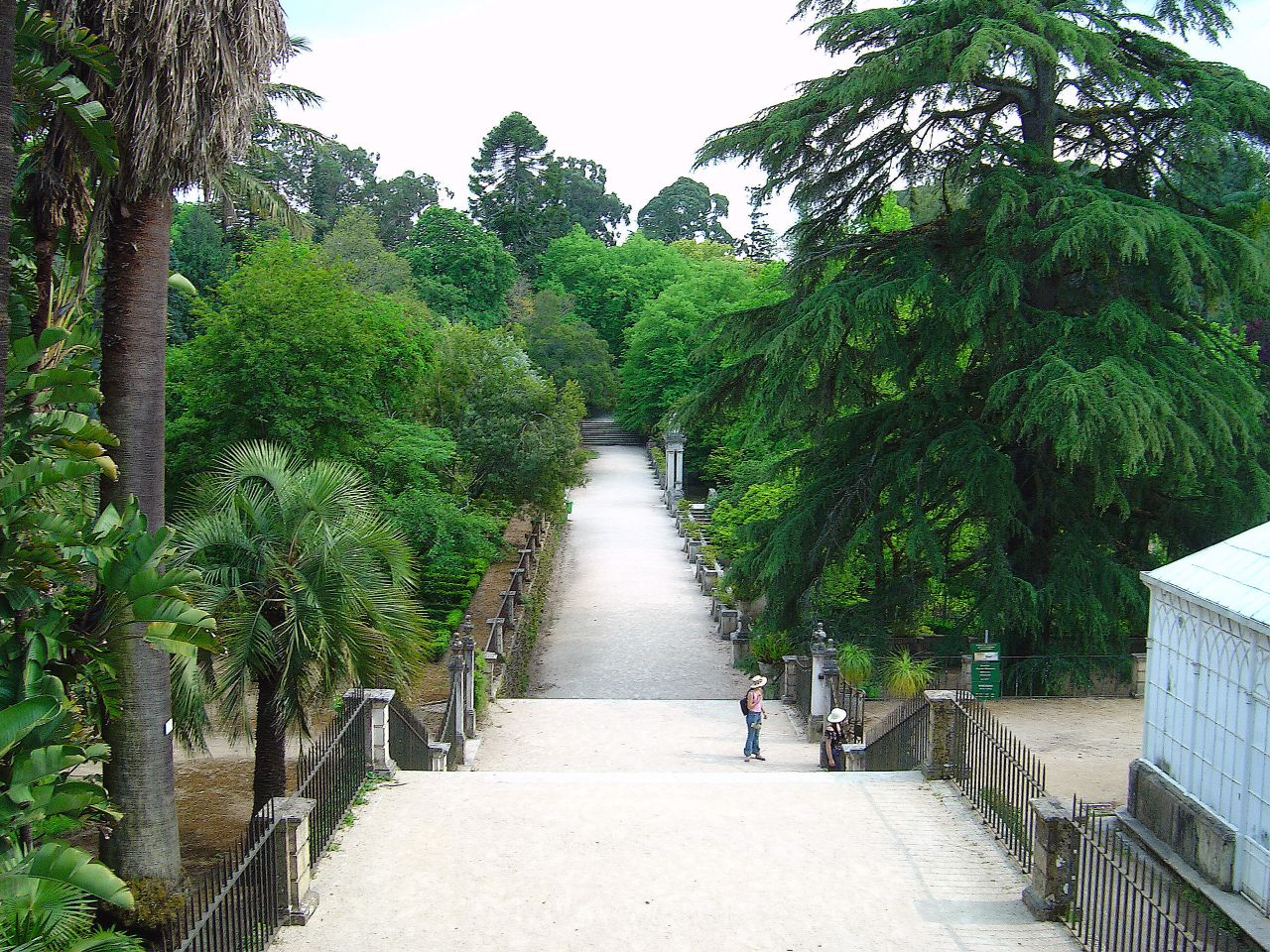
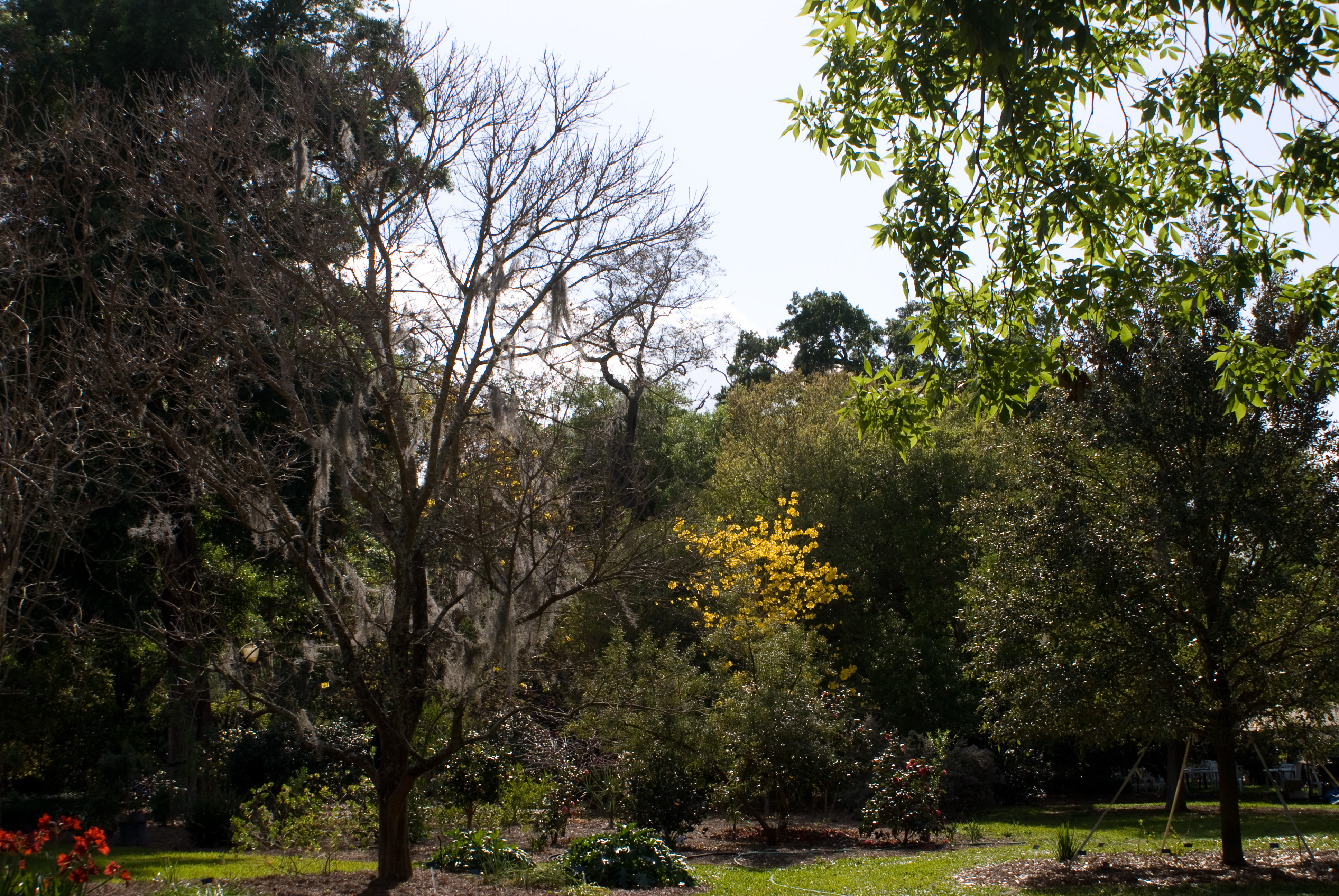
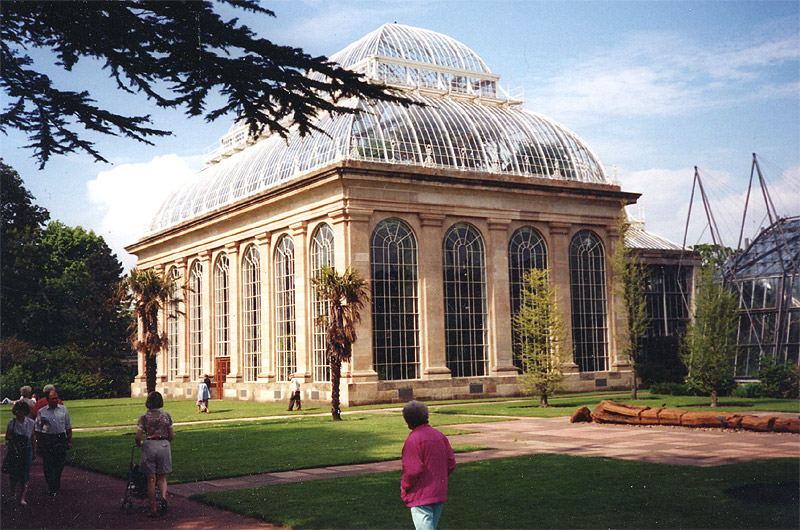
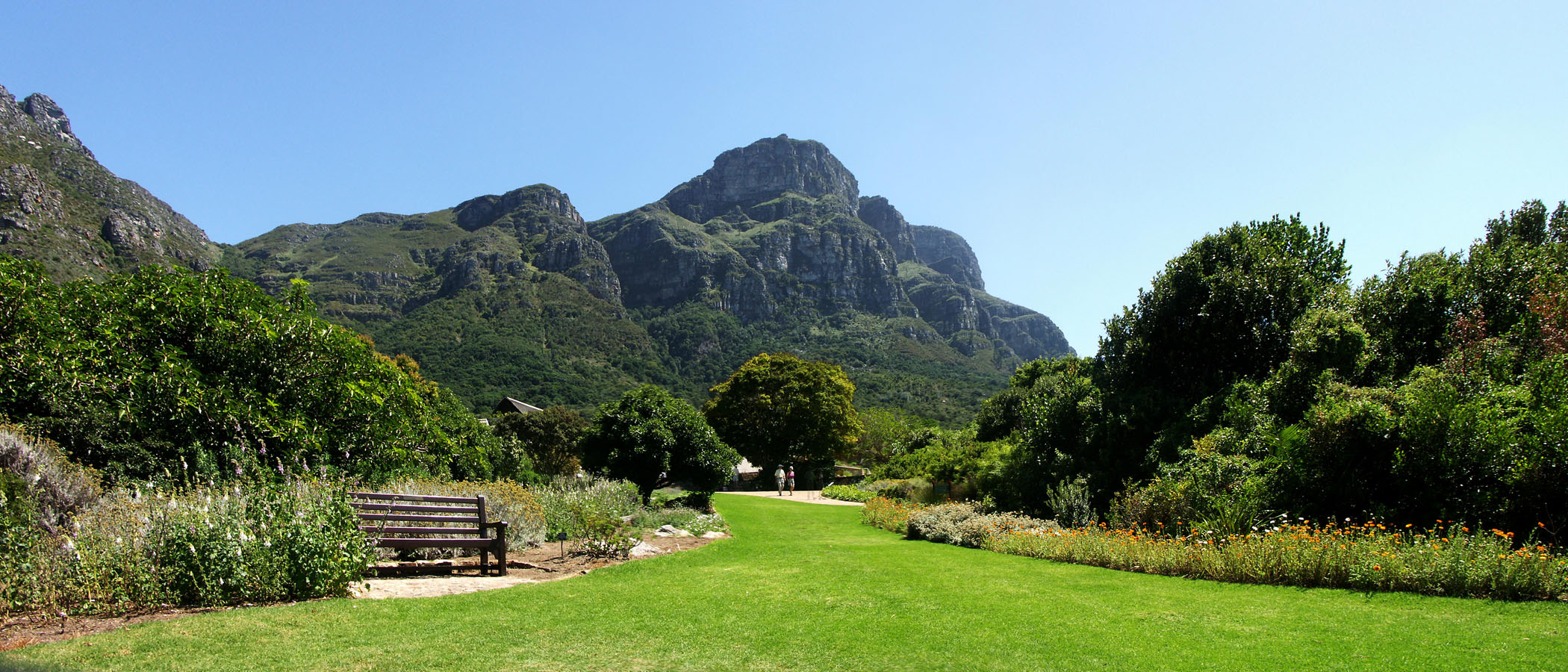
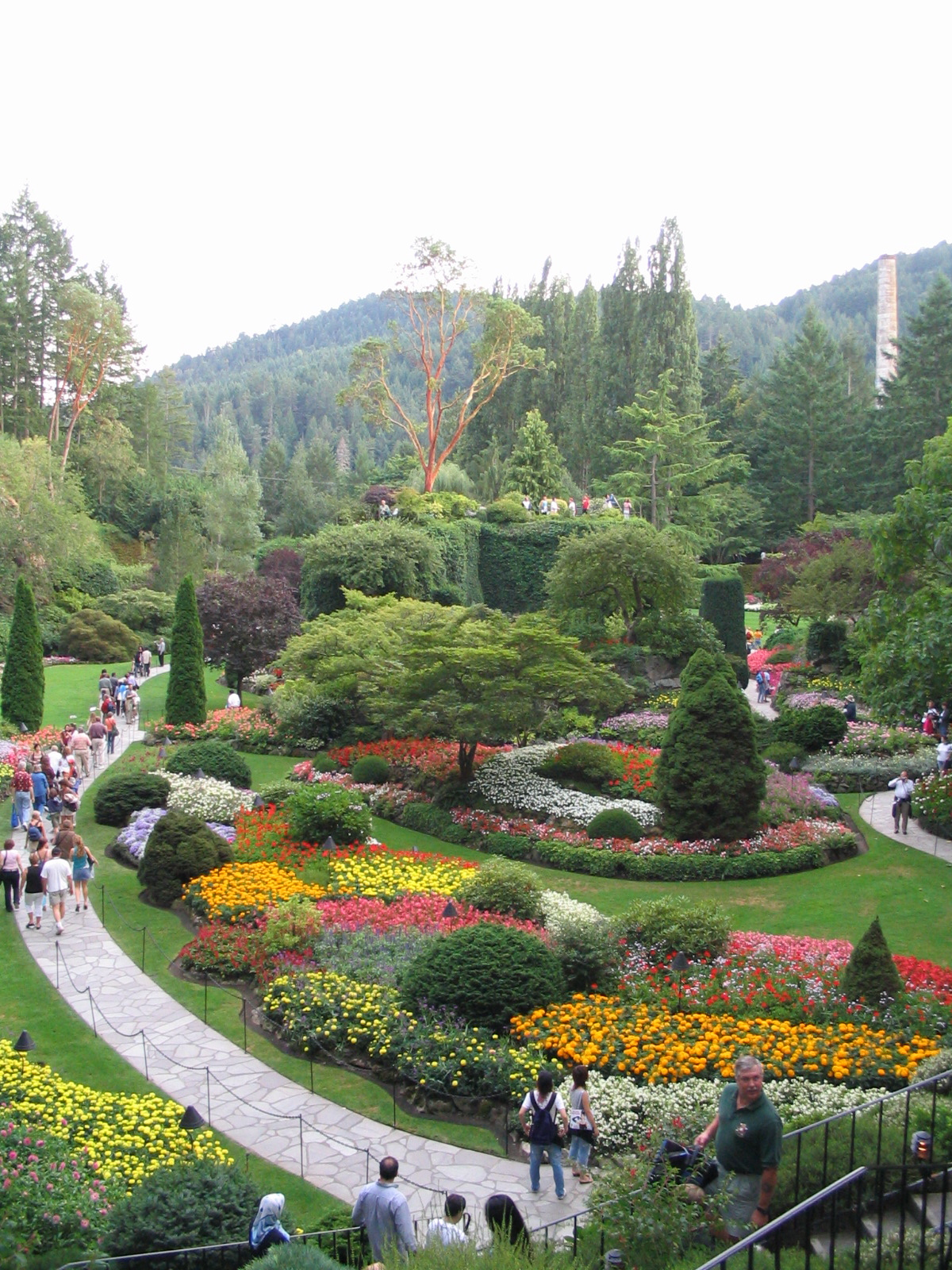
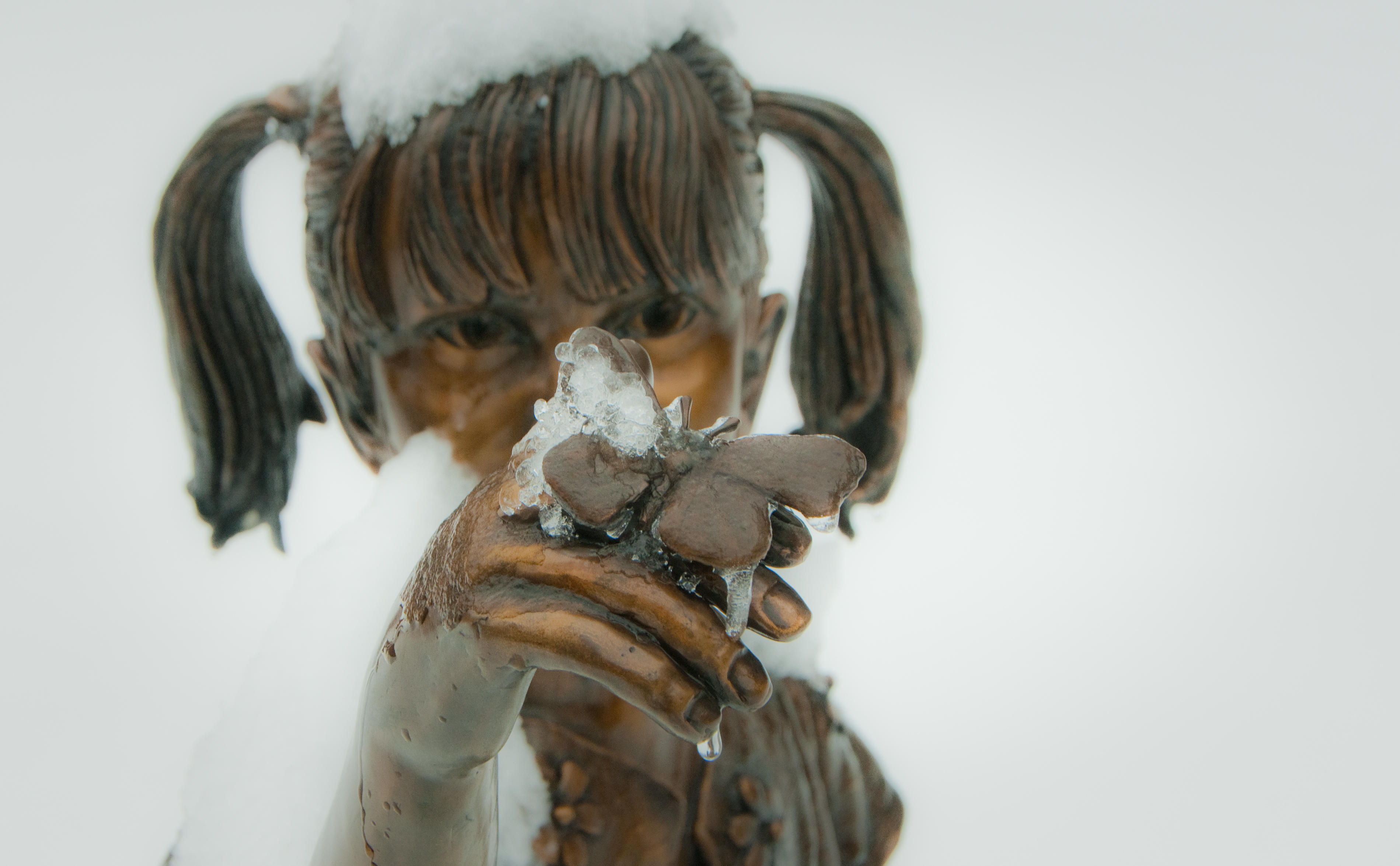
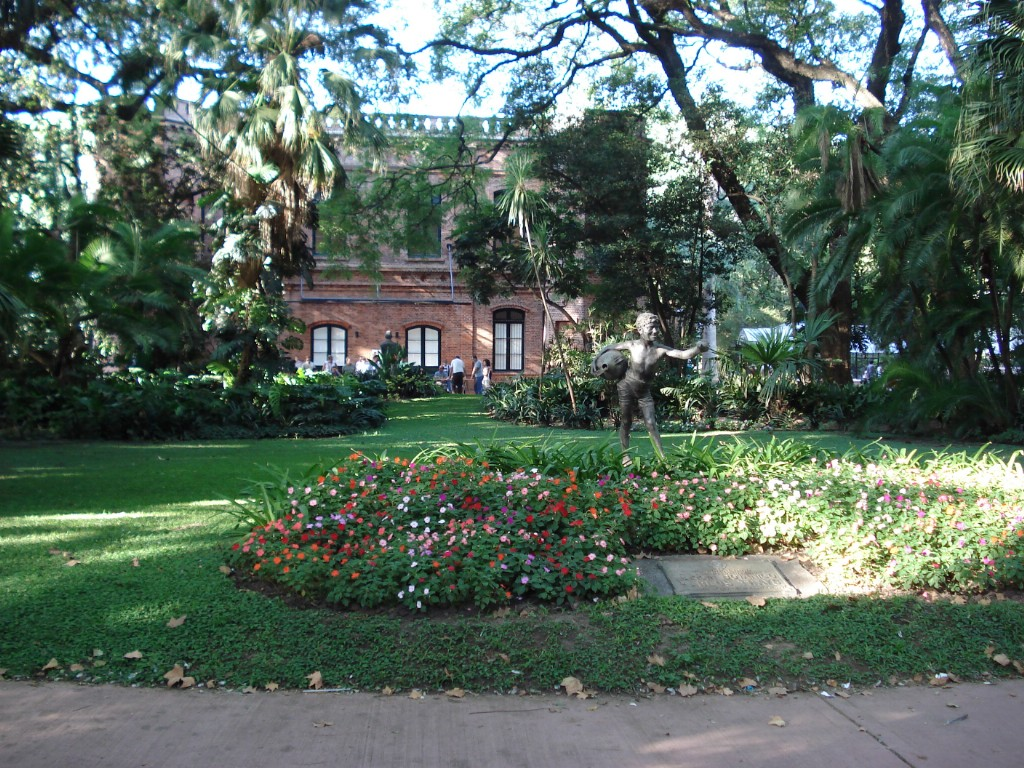
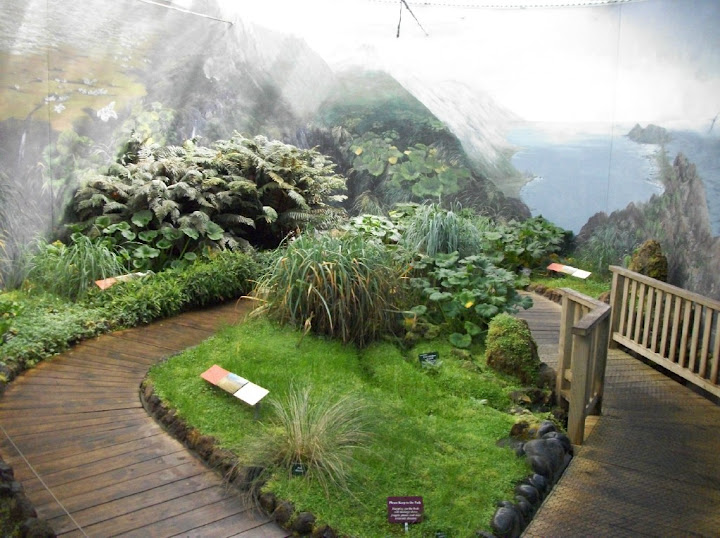
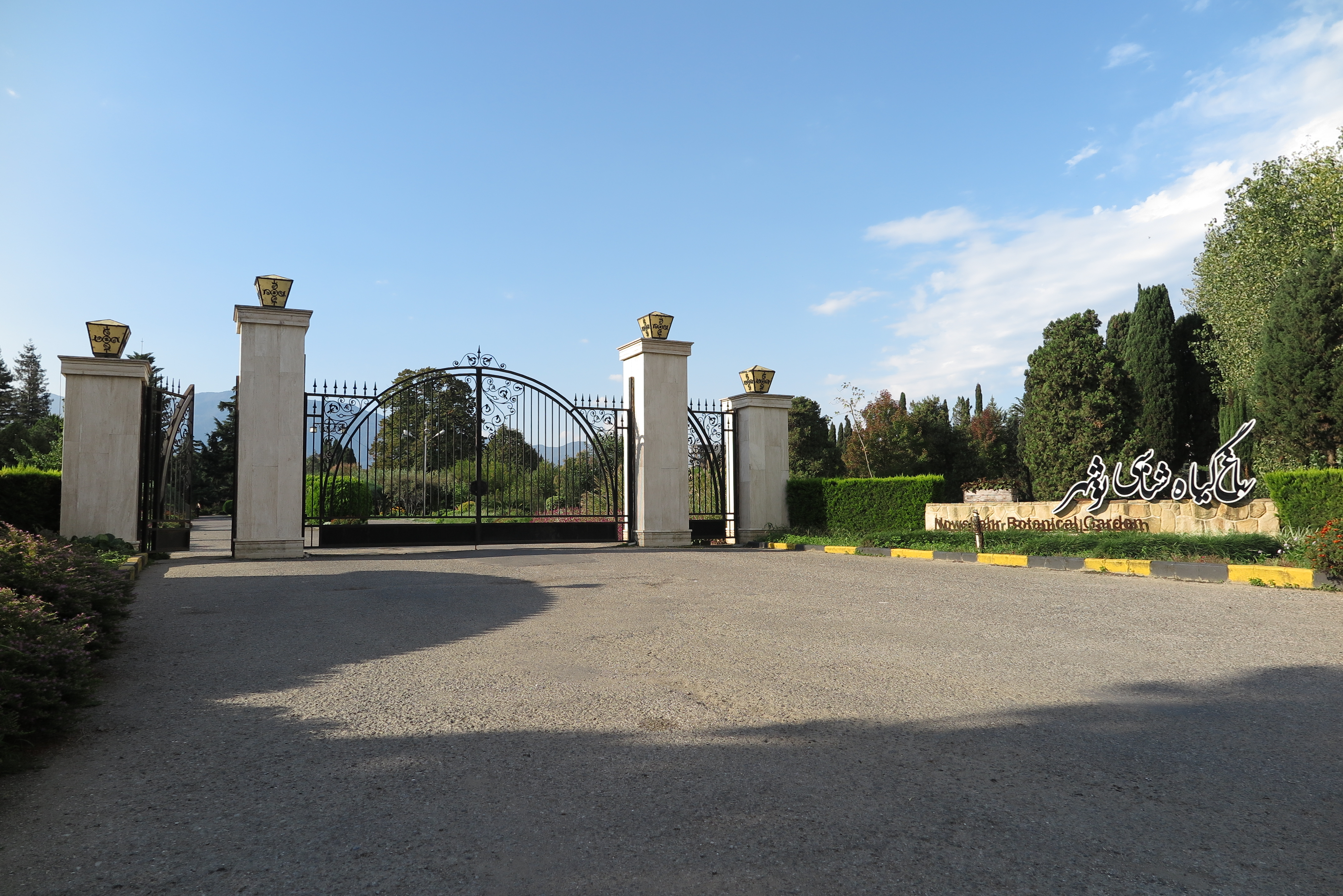
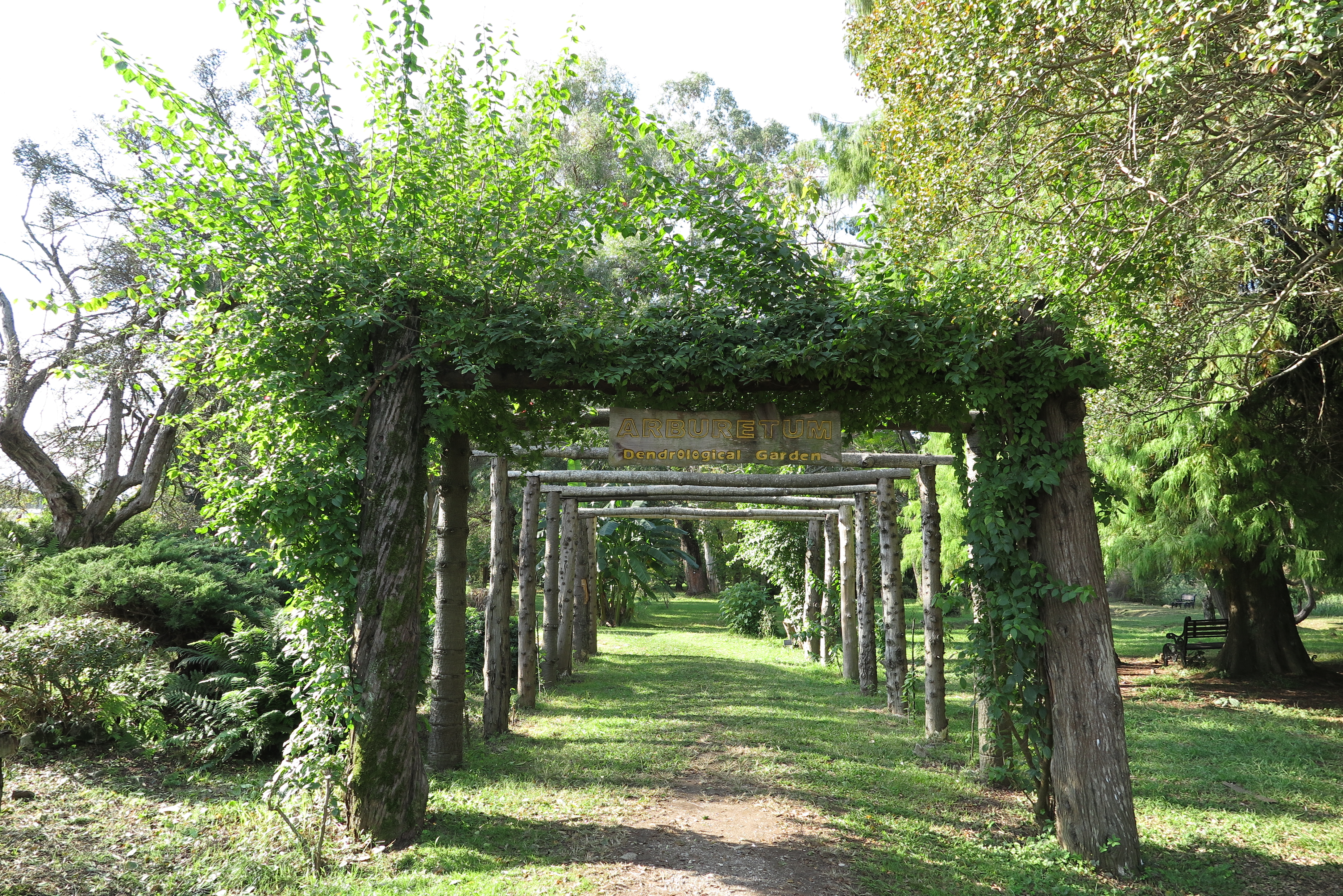
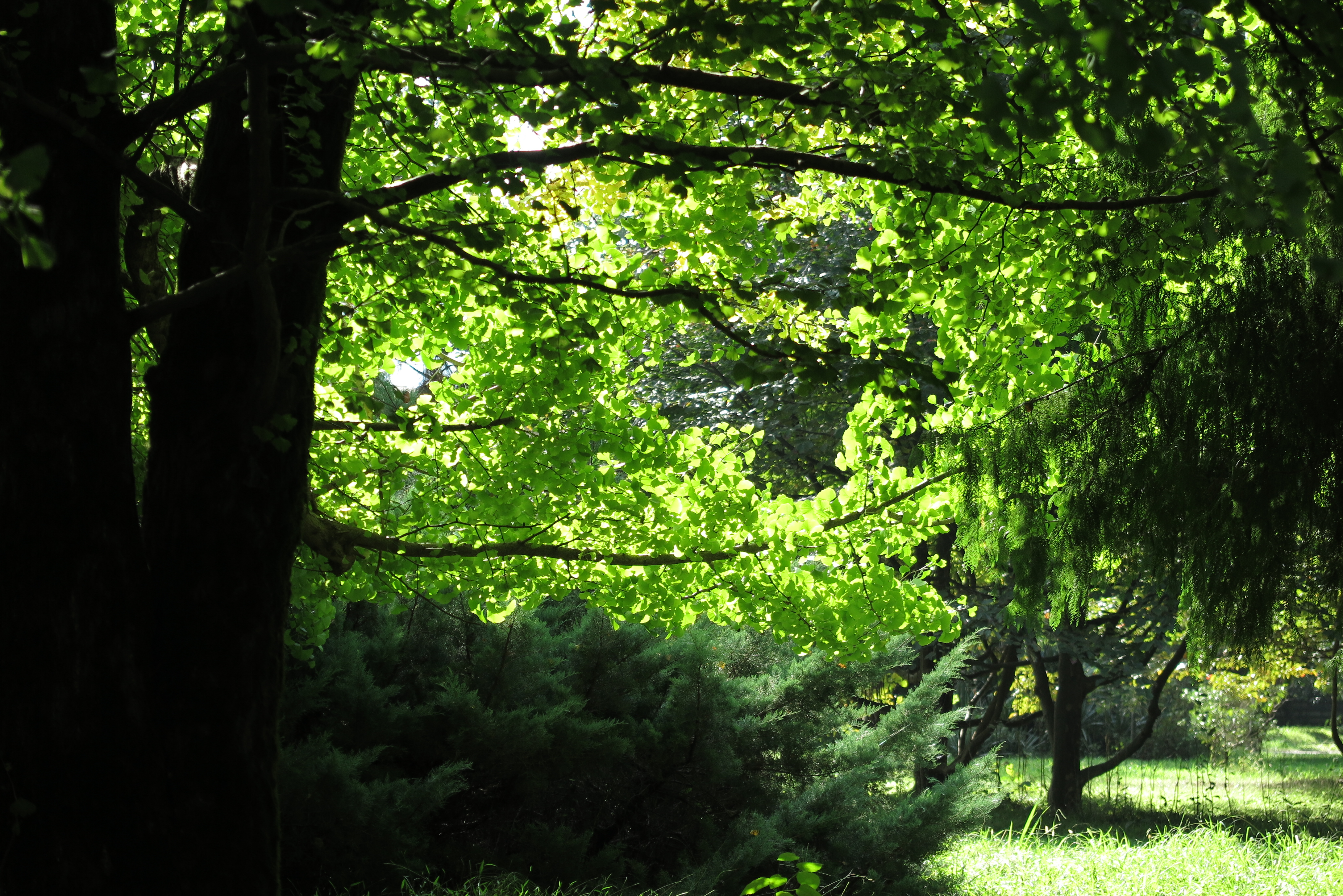
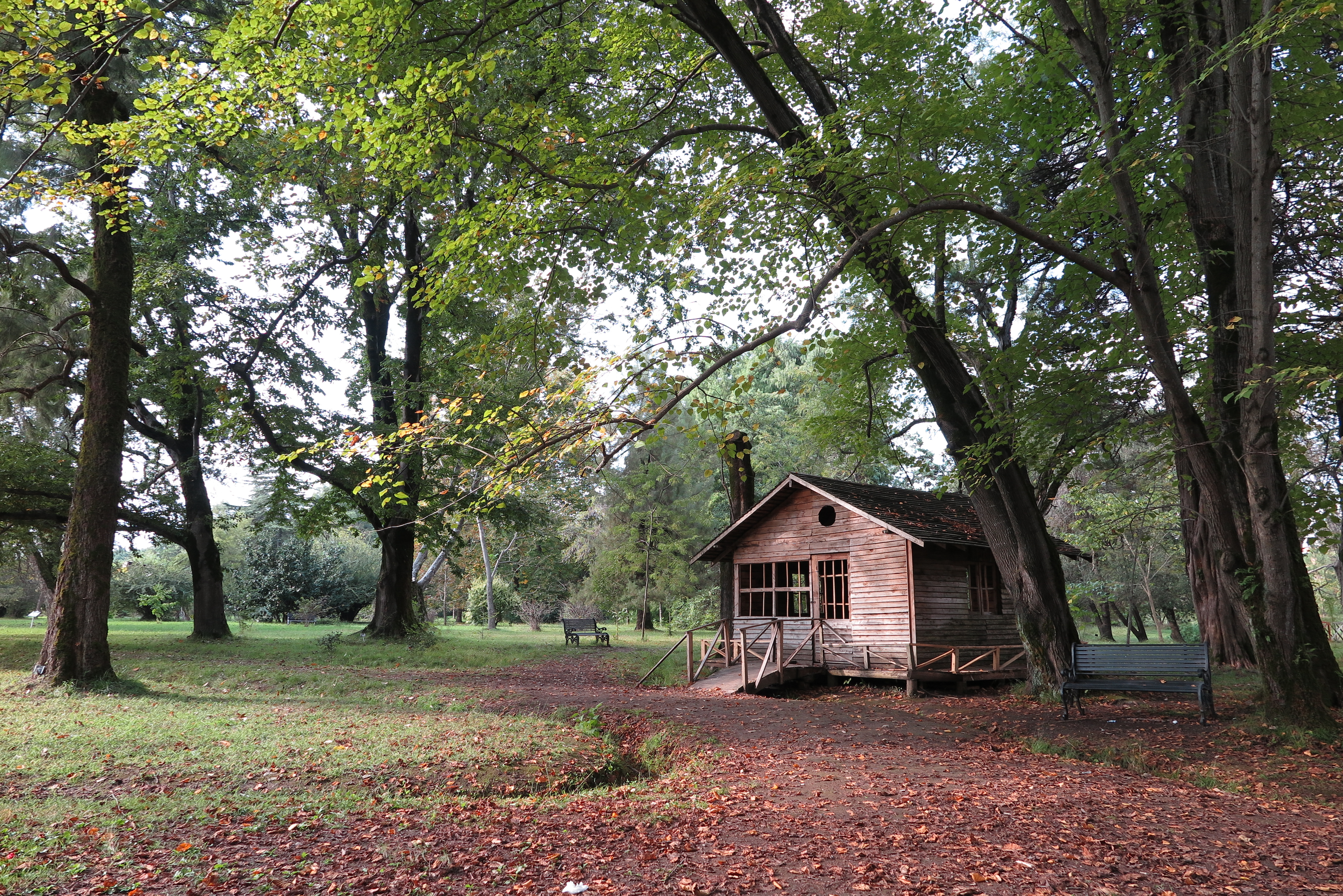
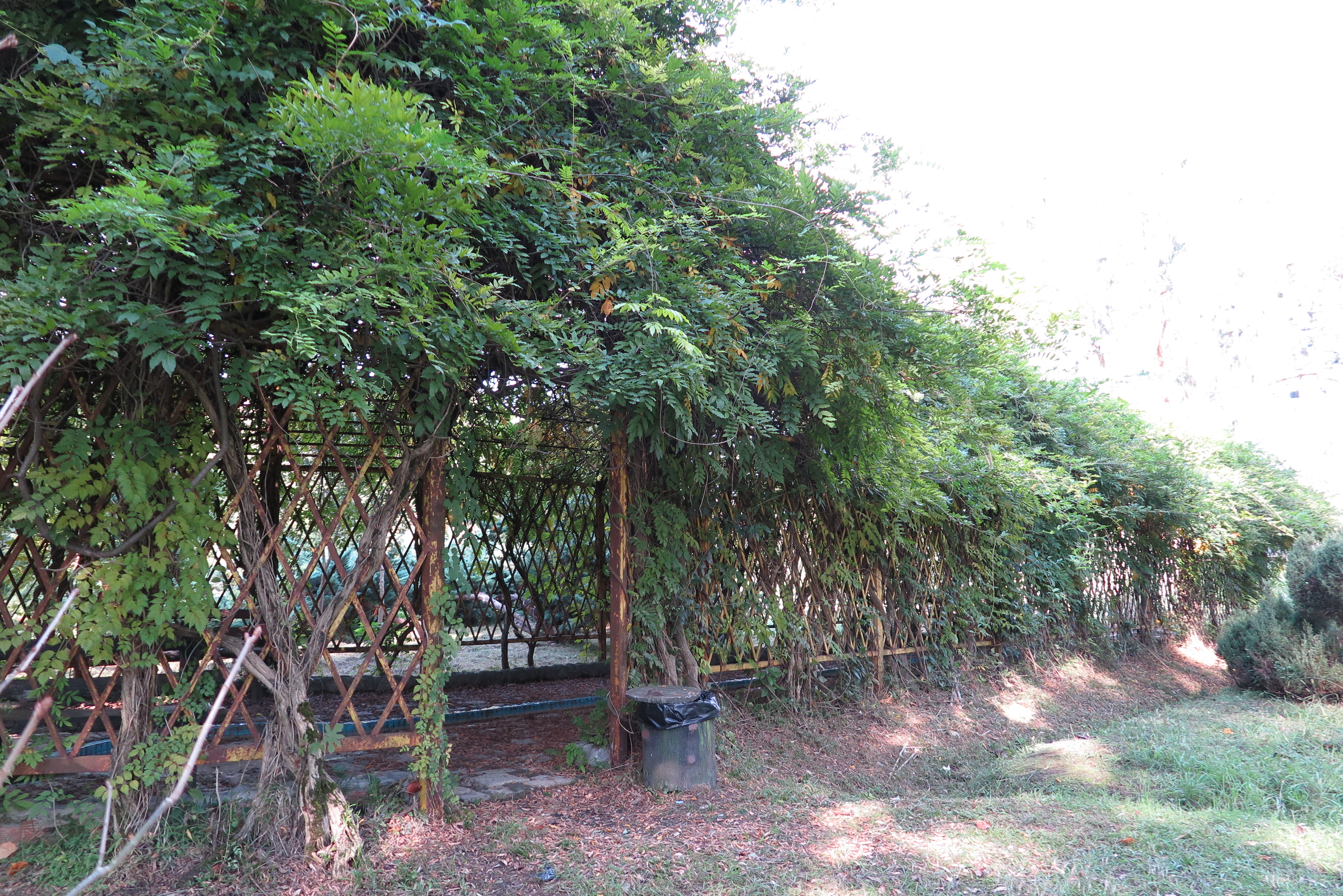